# Требињско културно љето
Требињско културно љето је културна манифестација која се oдржава сваке године од маја до октобра месеца у Требињу.
У току трајања манифестације посетиоци скоро сваке вечери, током неколико месеци, могу да присуствују некој од изложби, промоцији књига, концерту, многим сличним културним догађајима, као и спортским догађањима. Требиње постаје место богатог културног живота.

## О манифестацији
Покровитељ манифестације Требињско културно љето је Град Требиње. Скупштина Града Требиња именује Савет манифестације који доноси правила и пропозиције Манифестације, пропозиције за одржавање појединих програма и садржаја који се одржавају у оквиру Манифестације, именује чланове сталних и повремених органа Манифестације (Програмски савјет, Умјетнички савјет, Организациони одбор), усваја финансијски план и обрачун трошкова Манифестације, подноси Извјештај о одржаној Манифестацији Скупштини Града, утврђује организаторе појединих садржаја и програма. Од 2021. године одлучено је да град формира и Савјет за културне манифестације који би правио одабир културних дешавања.
У програм одржавања „Требињског културног љета“ укључене су многе установе из Требиња међу којима су:
- Центар за информисање и образовање,
- Културни центар Требиње,
- Матични музеј Херцеговине у Требињу,
- Народна Библиотека Требиње,
- Туристичка организација Града Требиња,
- Музичка школа "Требиње",
- Академијеа ликовних умјетности Требиње.

## Дешавања у оквиру Требињског културног љета
Град Требиње током неколико месеци је престижно место за летња културна дешавања од којих се истичу:
- Фестивал фестивала - Највећа смотра аматерских позоришта из БиХ и региона.
- Концерти - Организују се концерти на којима наступају музичари са простора бивше Југославије.
- Кошаркашки камп "Дејан Бодирога"; летња школа спорта – Одржава се у периоду од јуна до августа.
- Скокови са Каменог моста на реци Требишњици - Скокови се одржавају крајем јула или почетком августа.
- Планинарска манифестација Успон на Вучји зуб - Манифестација се одржава у октобру месецу.
- Ликовне колоније Ластва и Коло
- Мото скуп – Моторијада
- Фестивал медитеранског и европског филма
- Интернационални фестивал класичне музике „Music and more Fest” - одржава се у августу месецу
- Гитаријада
- Дучићеве вечери поезије - Одржавају се крајем септембра и предтављају манифестацију која окупља најистакнутије умјетнике из БиХ и регије и овом манифестацијом се званично завршавају Требињске љетне свечаности. Током дешавања Дучићевих дана поезије одржавају се песничке вечери, позоришне представе, ликовне изложбе, дружење "поезија за најмлађе".

## Галерија
- Музеј Херцеговине Требиње
- Изложбено-продајни штанд са књигама
- Туристички информативни центар Требиње
- Хотел Платани
- Маркет на отвореном
- Народна библиотека Требиње
- Галерија легата
- Мурал са ликом Јована Дучића